# ジョージ主義

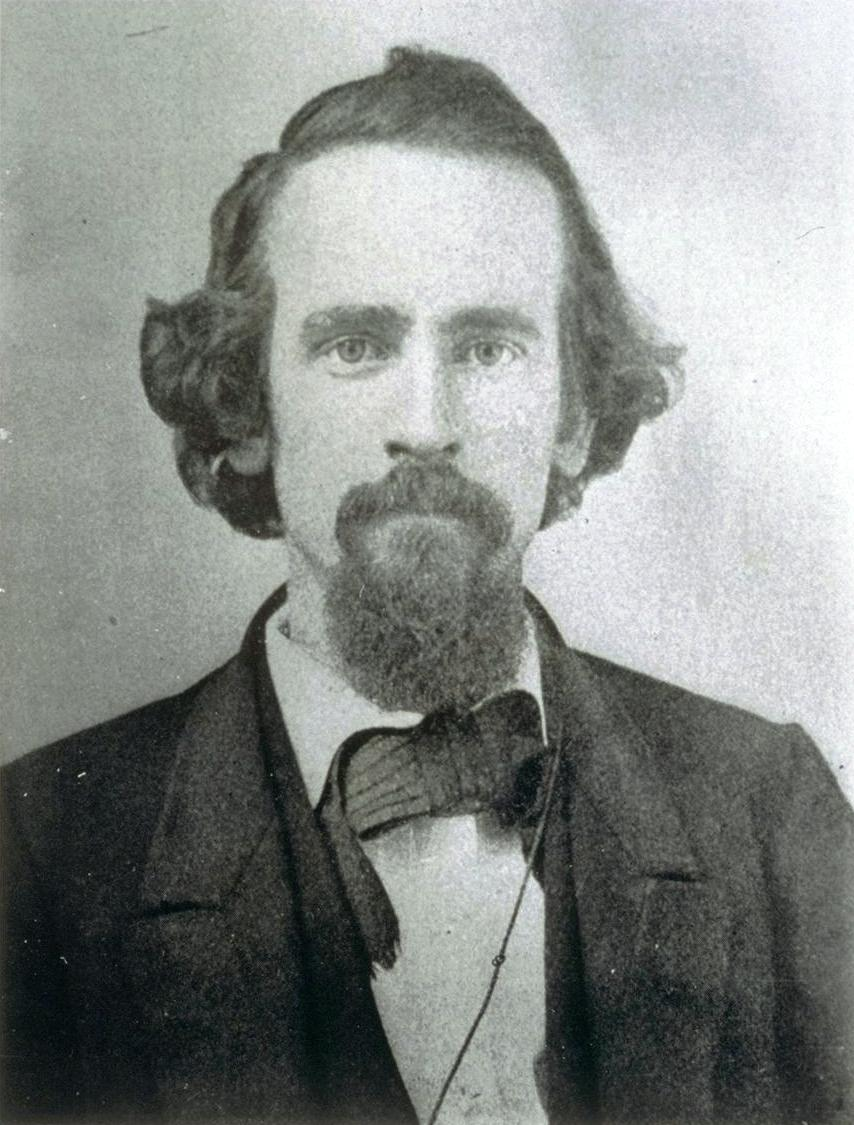
ヘンリー・ジョージ

黄色と緑の盾に似ていることから、ジョージ主義者がオンラインで使用する初心運転者標識絵文字

ジョージ主義（英語: Georgism）とは、アメリカの政治経済学者ヘンリー・ジョージ （1839年 - 1897年）に因んで名づけられた経済学及び哲学説の一。土地利潤分配を柱とする思想であることから、地公主義（英語：Geoism （ジオイズム））とも。
私的所有の概念をベースにしながらも、自然物わけても土地に限っては人類全体の共有財産とする点に特徴がある。地価に対する単一税（土地単税）の賦課で名高く、同説の支持者は地価税が経済における効率性や公平性を達成する上で優れており、導入された暁には、効率性や公平性を欠く他の税を減らせる（又は無くせる）ほど十分な税収を確保できると述べている。

## 概要
ヘンリー・ジョージは、地代を私的に所有するよりも社会全体に等しく分配すべきとの主張で最も知られており、こうした彼の見解を十全に示したものが自著『進歩と貧困』である。ただ、地代の社会的共有を実行に移すとすれば、一旦土地を国有化した上で賃貸しすることが考えられるが、ジョージは土地所有権が既に個々人の手に委ねられている国においては混乱を招き兼ねないとして地価税を好んだ。この地価税という「単一税」からの収入があれば、国富の増大のほか年金なりベーシック・インカムとして国民への富の再分配が図られ、国富が増大すればやがては如何なる形態の税をも廃絶しうると説いた。なお、高率の地価税が導入されると、それに呼応して地価が下落する恐れがあるものの、ジョージは土地所有者への補償を視野に入れておらず、嘗ての奴隷所有者と同様の対応をとることを主張した。
ジョージズムの支持者は、天然資源から得られる所得（即ち不労所得）や自然独占からの法外な報酬は、特定の個人よりは寧ろ共同体のものとすべきで、地価税以外の税や経済的規制を課してはならないとも主張した。実際、他のあらゆる税を廃止しようとすれば、当然のことながら高率の地価税を設定しなければならず、地価も下落を余儀なくされる。こうした点について、アダム・スミスは自著『国富論』の中で、地代に変化は無いだろうとして、次のように述べている。
主流派経済学の理論では、地価税が他の税とは異なり極端に効率が良く、生産性を損ねるものでもないとされ、1976年にノーベル経済学賞を受賞したミルトン・フリードマンも、ジョージの掲げる地価税が経済に対する過度の負担（つまり「死荷重」）を生むことがないとしている。また、他のより不公正な税を地価税に置き換えることで経済厚生の改善が図られ、同税が富に係るものである以上、格差是正にも役立つとの指摘がある。 
現代の環境主義者も地球を人類の共有財産とする立場から、環境税を支持するものが少なからずおり、公害などを防ぐ手立てとして地価税に賛意を示すこともある。

## 影響
ジョージズムが高い知名度を誇るようになると、発祥の地アメリカで、この原理に基づき数箇所の自治体が誕生した。現存する自治体としては、1900年にジョージ・フランシス・スティーブンスやウィル・プライスが資金提供を行ったデラウェア州アーデンや、フェアホープ単一税株式会社の支援を得て設立されたアラバマ州フェアホープがある。また、2004年の同国大統領選挙期間中、ラルフ・ネーダーが演説の中でジョージに言及したほか、ジョージ並びに地価税関連の研究所や月刊誌が存在するなど、現在でも関心は高い。
中国におけるドイツの膠州湾租借地でも、領内で徴収した6%の地価税を唯一の収入源とするジョージズム的政策が採られた。当時のドイツ政府はアフリカ植民地で土地投機に起因する経済的問題を抱えており、同租借地で地価税を用いるに至ったのも、こうした投機熱を緩和する狙いがあったが、政府の目論見は見事成った。
イギリスにおいては1909年、時の自由党政府が富の再配分を目的として、所得税の累進課税や相続税の引き上げとともに、土地税の導入を盛り込んだ所謂人民予算を策定。しかし、貴族院の反発強く、土地税の導入は見送られた。この他オーストラリアや香港、シンガポールや南アフリカ共和国などでも、今なお何らかの形で地価税が存在する。
デンマークではジョージズムを標榜するデンマーク正義党がかつて議会に議席を有しており、1957年から1960年までの中道左派政権において与党であったのみならず、1978年から翌年にかけては欧州議会にも進出していた。

## 批判
ジョージやカール・マルクスは何れも労働者の権利を擁護していたものの、地価税についての見解は対照的であった。マルクスは単一税を共産主義への移行には不十分と捉え、「地代を国家に支払えば万事が上手くいく」とするジョージの方法論を批判、一方ジョージもマルクスの考えを専制に繋がるとして論駁を行った。
また、ジョージが生きていた時代に支配的であった小さな政府においては、単一税でも十分賄えたであろうが、政府支出が多岐にわたると地価税のみでは不十分との批判がある。中には、地代に関する説自体が貧困や不正の温床となったとしてジョージを槍玉に挙げるケースも少なくない。

## ジョージズムの影響を受けた著名人
- マシュー・ベラミー[16]
- クラレンス・ダロウ[17]
- ヘンリー・フォード[18]
- デビッド・ロイド・ジョージ
- ウォルター・バーリー・グリフィン[19]
- ビリー・ヒューズ
- オルダス・ハクスリー
- ブラス・インファンテ[20]
- ムミア・アブ＝ジャマール[21]
- ラルフ・ネーダー[7]
- ハーバート・サイモン
- シルビオ・ゲゼル
- レフ・トルストイ[22]
- ウィリアム・ヴィックリー[23]
- 宮崎民蔵
- 孫文